# Petite Gette
Pour les articles homonymes, voir Gette.
La Petite Gette (ou encore Petite Ghete, en néerlandais Kleine Gete, en wallon Djåçlete) est une rivière de Belgique qui prend sa source à Ramillies dans le Brabant wallon, est un affluent de la Gette, donc sous-affluent du Démer et de l'Escaut par la Dyle et le Rupel. 

## Géographie
Elle prend sa source à Ramillies et traverse les villages de Jauche, d'Orp-Jauche, les trois villages de la commune d'Hélécine et continuant dans le Brabant flamand traverse Orsmaal et Léau avant de rejoindre la Grande Gette à Budingen. Ensemble les deux cours deviennent la Gette. 
Les localités de Jauche et Jauchelette, ainsi que les rivières de la petite et de la Grande Gette ont la même étymologie ; en français, peut-être sous l'influence du nom flamand (comme semble le confirmer la graphie alternative de Ghete), il y a eu dissociation du nom des rivières et des localités ; en wallon cependant, ces noms conservent la même racine et prononciation ; les localités de Jauche et Jauchelette sont respectivemment Djåce et Djåçlete, tandis que la grande et la petite Gette sont respectivemment Djåce et Djåçlete aussi.